# Gerard I (hrabia Geldrii)
Gerard I (zm. w 1129 r.) – pierwszy historyczny hrabia Geldrii, hrabia Wassenbergu.

## Życiorys
Gerard jest pierwszym historycznym hrabią Geldrii. Jego przodkiem był zapewne znany ze źródeł z pierwszej połowy XI w. 'Gernandus Flamens', którego przodkowie mieli wedle tradycji pochodzić z rodu Konradynów, co jednak nie zostało dowiedzione. Dziadem Gerarda był także Gerard, w 1052 r. poświadczony jako hrabia Teisterbant i Renkum, a w 1054 r. jako hrabia hattuaryjski (region obejmował dzisiejsze miasto Geldern). Ojcem lub stryjem Gerarda był Dytryk (zm. w 1082 r.), który został w 1076 hrabią Maasgau (okręgu mozańskiego). Gerard w 1085 r. był hrabią Wassenbergu, a w 1096 r. jest pierwszy raz poświadczony jako hrabia Geldrii. 
Był jednym ze znaczniejszych książąt w Dolnej Lotaryngii. Jako jeden z niewielu władców w tym rejonie pozostawał lojalny wobec cesarza, co skutkowało konfliktami z sąsiadami, w szczególności z arcybiskupami Kolonii. Tłem konfliktów była nie tylko polityka, ale też spory o zwierzchność nad poszczególnymi terytoriami oraz prawa do pobierania ceł. 

## Rodzina
Gerard był dwukrotnie żonaty. Imienia ani pochodzenia pierwszej żony nie znamy, drugą natomiast była Klemencja (Ermengarda), córka księcia Akwitanii Wilhelma VII i wdowa po hrabim Luksemburga Konradzie I. Z pierwszego małżeństwa pochodziła córka Jolanta, która została żoną hrabiego Hainaut Baldwina III, a po jego śmierci – Gotfryda de Bouchain, burgrabiego Valenciennes. Z drugiego małżeństwa pochodziło troje dzieci Gerarda:
- Adelajda, żona Ekberta z Tecklenburga,
- Judyta (Jutta), żona hrabiego Limburgii i księcia Dolnej Lotaryngii Walrama II (w posagu wniosła mężowi Wassenberg),
- Gerard II, następca ojca w hrabstwie Geldrii.